# Federico de' Conti
Federico de' Conti (Verona, ante 1437 – probabilmente 1477) è stato un tipografo italiano, attivo a Venezia e successivamente a Jesi.

## Biografia
A Venezia nel febbraio del 1472 stampò l'editio princeps di Properzio e quasi contemporaneamente un'edizione di Tibullo. Presumibilmente tra il marzo e il maggio del 1472 giunse a Jesi, insieme con i coloni lombardi andati a ripopolare la zona dopo la peste. Dai suoi torchi, a Jesi, uscì la "prima edizione veramente italiana" della Divina Commedia, finita di stampare il 18 luglio 1472. Accolto a braccia aperte dagli Jesini, che gli concedettero la cittadinanza e lo rifornirono di "stabili e vistosi emolumenti per dargli agio di campare la vita nella opulenza", dissipò tutto in poco tempo per traversie familiari ed altro. Ridottosi in miseria, contrasse debiti che non riuscì a pagare e finì in prigione, dalla quale tuttavia scappò "la notte innanzi il 13 luglio 1477", spostandosi da un luogo all'altro, sempre in condizioni di estrema povertà. 

Morì probabilmente in quello stesso anno.